# Edmond Leplae
 (juin 2024).
 (mai 2023).
La mise en forme du texte ne suit pas les recommandations de Wikipédia : il faut le « wikifier ».
Les points d'amélioration suivants sont les cas les plus fréquents :
- Les titres sont pré-formatés par le logiciel. Ils ne sont ni en capitales, ni en gras.
- Le texte ne doit pas être écrit en capitales (les noms de famille non plus), ni en gras, ni en italique, ni en « petit »…
- Le gras n'est utilisé que pour surligner le titre de l'article dans l'introduction, une seule fois.
- L'italique est rarement utilisé : mots en langue étrangère, titres d'œuvres, noms de bateaux, etc.
- Les citations ne sont pas en italique mais en corps de texte normal. Elles sont entourées par des guillemets français : « et ».
- Les listes à puces sont à éviter, des paragraphes rédigés étant largement préférés. Les tableaux sont à réserver à la présentation de données structurées (résultats, etc.).
- Les appels de note de bas de page (petits chiffres en exposant, introduits par l'outil «  Source ») sont à placer entre la fin de phrase et le point final[comme ça].
- Les liens internes (vers d'autres articles de Wikipédia) sont à choisir avec parcimonie. Créez des liens vers des articles approfondissant le sujet. Les termes génériques sans rapport avec le sujet sont à éviter, ainsi que les répétitions de liens vers un même terme.
- Les liens externes sont à placer uniquement dans une section « Liens externes », à la fin de l'article. Ces liens sont à choisir avec parcimonie suivant les règles définies. Si un lien sert de source à l'article, son insertion dans le texte est à faire par les notes de bas de page.
- La présentation des références doit suivre les conventions bibliographiques. Il est recommandé d'utiliser les modèles {{Ouvrage}}, {{Chapitre}}, {{Article}}, {{Lien web}} et/ou {{Bibliographie}}. Le mode d'édition visuel peut mettre en forme automatiquement les références.
- Insérer une infobox (cadre d'informations à droite) n'est pas obligatoire pour parachever la mise en page.

Pour une aide détaillée, merci de consulter Aide:Wikification.
Si vous pensez que ces points ont été résolus, vous pouvez retirer ce bandeau et améliorer la mise en forme d'un autre article.
Edmond Leplae, né le 13 septembre 1868 à Furnes et mort le 2 février 1941 à Louvain, est un agronome et professeur belge. Il est le directeur général des services de l'agriculture au ministère des Colonies.

## Biographie

### Enfance et parcours scolaire
Fils de magistrat, il est issu d’une famille terrienne vivant dans le Furnes-Ambacht. Pendant sa jeunesse, il fréquente le collège de Furnes et passe ses vacances à la ferme familiale à Stuivekenskerke, une section de Dixmude. C’est dans ce cadre qu’il développe un intérêt pour l’agriculture.  
Plus tard, alors qu’il étudie au collège Saint-Louis de Bruxelles en vue de préparer son admission à l’école militaire, des circonstances le contraignent à abandonner cette perspective de carrière. Il décide de suivre les traces de son père et s’inscrit à la faculté de droit de l’université catholique de Louvain. Toutefois, par la suite, il rencontre des étudiants de l’École d’agriculture, fondée par l’université catholique de Louvain en 1878, et aide la jeune association des diplômés de ladite école dans un projet de vulgarisation. En effet, en pleine crise économique, ces derniers tentent de rédiger un bulletin visant à vulgariser les techniques modernes de production agricoles afin de permettre à la classe rurale de développer des méthodes plus progressistes et d’abandonner leurs anciennes routines. Edmond Leplae est alors choisi comme animateur de la Revue agronomique, et tiendra ce rôle pendant 50 ans. Il finira même par abandonner ses études de droit et intégrer l’Ecole d’agriculture. A l’âge de 23 ans, il est diplômé, avec grande distinction, en tant qu’ingénieur agricole.  
Le 30 décembre 1901 à Courtrai, il épouse Claire Nolf née le 7 mai 1882. De cette union naitront quatre enfants. Le premier est Charles Leplae, né le 4 juin 1903 à Louvain et mort le 19 septembre 1961 à Uccle. C’était un sculpteur belge. Il a également fait du droit à Louvain mais a également fréquenté l’Académie des Beaux-Arts. Ensuite, Jeanne Leplae née le 16 novembre 1904 à Louvain, Marguerite Leplae, le 08 octobre 1907 à Louvain et Claire Leplae, le 03 septembre 1912 à Louvain. Cette dernière était une sociologue et professeure (cheffe de travaux) à l'Université catholique de Louvain, musicienne et compositrice de musique classique. En 1970, elle est également la cofondatrice de la revue "Recherches sociologiques".  
Leplae voyageait beaucoup, il aimait visiter les pays étrangers et connaissait d’ailleurs les grandes langues européennes. 

### Fonctions et activités
En 1892, Edmond Leplae était chargé de la suppléance temporaire du cours d’entomologie à l’Ecole d’agriculture de l’Université catholique de Louvain. De surcroit, à la suite du succès rencontré avec le bulletin agricole et son aisance à la dissertation, les maitres de Leplae lui propose d’enseigner le Génie rural à l’Ecole d’agriculture de l’Université de Louvain en 1894.  
En 1885, il postulat au Service des agronomes de l’Etat, crée en 1885 et fut accepté comme agronome de l’Etat pour les circonscriptions d’Ypres, Courtrai et de Flandres Occidentale en 1895. En tant qu’agronome de l’Etat, il accomplit des missions en Europe occidentale et centrale, notamment en Autriche. Il y étudie la culture du houblon, cette plante grimpante de la famille des cannabinacées, dont les fleurs sont utilisées pour leurs vertus purifiantes et leur apport d’amertume et de saveur. Edmond Leplae y a toujours porté un certain attrait puisque ses mémoires étaient centrés sur la technologie du houblon et ont même été publiés en plusieurs langues.  
En 1898, il quitte son emploi d’agronome de l’Etat pour donner suite à des propositions de nouveaux enseignements de l’Université de Louvain, il est alors nommé professeur et se voit attribuer le professorat important d'Économie rurale et de Cultures spéciales en qualité de professeur ordinaire. Il est professeur jusqu’en 1939.  
Lors de ses années d’enseignement, Leplae organise des voyages d’études, avec ses élèves, ils visitent les pays frontaliers à la Belgique. A côté de cela, il fait aussi des voyages, des missions à l’extérieur du continent. Il visite, notamment, les Etats-Unis à trois reprises et s’intéresse tout particulièrement aux milieux où s’exercent des cultures subtropicales. En 1901, il se rend au Sénégal, ensuite en Amérique du Sud et se déplace plusieurs fois en Afrique du Nord pour certaines mission, ainsi qu’en Asie. Leplae présida d’ailleurs plusieurs congrès internationaux d’agriculture tropicale, en outre, à Rome, en Angleterre, en Espagne en France et en Belgique.  
En 1900, il se voit confier la direction générale de l’agriculture du Congo. Leplae est alors directeur général des services de l'agriculture au ministère des Colonies. En 1908, la Belgique décide de prendre en charge l’Etat indépendant du Congo et d’en faire une nouvelle colonie. C’est Jules Renkin, ancien Ministre belge des colonies de 1908 à 1918 puis Premier Ministre de 1931 à 1932, qui fit appel à Leplae pour cette fonction. Renkin le trouvait suffisamment compétent pour ce rôle à la suite de ses divers voyages et à sa fonction de Professeur de Génie rural et de cultures spéciales.  
En 1910, il fonde le bulletin agricole du Congo belge dans lequel il expose au fur et à mesure les services techniques de l’agriculture au Congo et les résultats de ceux-ci.  
En 1929, il devient membre titulaire de l’institut royal colonial belge. Ce dernier est fondé le 04 septembre 1928 et a pour objectif de permettre le développement de l’enseignement supérieur, l’accomplissement d’études scientifiques sur la colonisation et la création d’espaces d’échanges ainsi que e rencontre les divers établissements. 

### Rôle colonial – Congo
Au milieu du XIXème siècle, le continent africain est l’objet de plusieurs explorations et sujet de curiosité pour les nations européennes qui sont en quête de richesses naturelles et économiques. À la suite de la Conférence de Berlin de 1884-1885, l’Etat indépendant du Congo est créé et placé sous la souveraineté du Roi Léopold II jusqu'en 1908.  
Leplae débute l’exercice de ses fonctions en cherchant à perfectionner et améliorer les techniques agricoles déjà mises en place par les peuples autochtones. Le but est d’étendre les cultures déjà existantes grâce aux stations de recherches agronomiques qu’il avait organisé et installé au Congo qui permettait à quelques collaborateurs en Belgique d’étudier leur agriculture et d’améliorer leurs structures techniques. Il permet le développement de la culture du coton grâce à un décret de février 1917 ayant pour objectif l’imposition des cultures dans un but éducatif et au profit des producteurs indigènes. Il favorise la colonisation de multiples régions du Congo, le Kivu par exemple grâce à la culture du caféier d’Arabie et plein d’autres.  
Par ailleurs, Edmond Leplae crée la Régie des plantations de la Colonie afin de réunir toutes les stations expérimentales de recherche et en 1913, il propose de fonder un institut pour former les futurs agronomes européens du Congo. Il s’agit d’un enseignement agricole primaire et d’enseignement secondaire pour les adultes. Le projet vise à multiplier les écoles, fournir l’usage de la propriété de terrains afin de servir de démonstration à leur enseignement ainsi que leur fournir des subsides annuels, des graines, des plantes, des outils,… L’enseignement adulte, quant à lui, est composé de conseils, visites de cultures et champs, distribution de graines,…
En 1917-1918, le ministre Renkin et la direction de l’agriculture qui sont exilés à Londres à cause de la Première guerre mondiale font une réelle proposition concernant l’organisation d’écoles d’agriculture et d’un vrai programme d’études avec la création de nouvelles écoles, des subsides, des objectifs clairs,… Le but du programme scolaire était de remplir tous les travaux agricoles nécessaires aux cultures au Congo (riz, coton, café, cacao, caoutchouc, …). A la fin de leurs études, chaque élève pouvait repartir avec ce qu’il a construit ainsi que la valeur de ce que son champ aura produit. Leplae décide tout de même d’aller plus loin, en précisant les installations et la façon de rétribuer le travail.   
Le bulletin agricole du Congo belge se développe et a trois objectifs : réunir les documents officiels en lien avec l’agriculture de la colonie, fournir de la documentation générale par rapport à cette agriculture et tenir au courant les autres pays des progrès scientifiques et techniques de l’agriculture. À partir de 1952, le bulletin de l’information de l’institut nationale pour l’Etudes agronomique du Congo belge (INEAC) sera publié en annexe du bulletin agricole.  
En 1951, une fondation pour promouvoir l’agriculture indigène est créée afin de remettre des prix aux assistants agricoles et aux moniteurs diplômés des écoles agricoles les plus motivés ainsi qu’aux vainqueurs d’un concours annuel. Celle-ci est nommée « Edmond Leplae ».